# Управители на Хабсбургска Нидерландия
Управителите (Щатхалтер) на хабсбургска Нидерландия (на немски: Statthalter der habsburgischen Niederlande):

## Бургундска Нидерландия(Седемнадесет провинции)
- 1506–1507	Гийом II де Крой, маркиз на Арсхот
- 1507–1530	Маргарита Австрийска, херцогиня на Савоя
- 1531–1555	Мария Кастилска, кралица на Унгария
- 1555–1559	Филиберт Савойски, херцог на Савоя
- 1559–1567	Маргарита, херцогиня на Парма
- 1567–1573	Фернандо Алварес де Толедо, херцог на Алба
- 1573–1576	Луис де Рекесенс
- 1576–1578	Хуан Австрийски
- 1578–1581 	Алесандро Фарнезе, херцог на Парма и Пиаченца

## Испанска Нидерландия
- 1581–1592 	Алесандро Фарнезе, херцог на Парма и Пиаченца
- 1592–1594	Петер Ернст I, граф на Мансфелд
- 1594–1595	Ернст, ерцхерцог на Австрия
- 1595–1596	Педро Хенрикес де Асеведо, граф на Фуентес
- 1596–1598	Албрехт VII, ерцхерцог на Австрия и кардинал-ерцепископ на Толедо
  - 1598–1621	самостоятелно управление на Албрехт VII и съпругата му, Изабела-Клара Еугения, инфанта на Испания (сърегентка)
- 1621–1633	Изабела-Клара Испанска, инфанта на Испания
- 1633–1641	Фердинанд, кардиналинфант на Испания
- 1641–1644	Франциско де Мело, маркиз на Терцейра
- 1644–1647	Емануел де Моура Кортереал, маркиз на Кастел Родриго
- 1647–1656	Леополд Вилхелм фон Хабсбург, ерцхерцог на Австрия
- 1656–1659	Хуан Австрийски Младши
- 1659–1664	Луис де Бенавидес Карильо, маркиз на Фромиата
- 1664–1668	Франциско де Моура Кортереал, маркиз на Кастел Родриго
- 1668–1670	Иниго Фернандес де Веласко, хецог на Ферия
- 1670–1675	Хуан Доминго де Зунига и Фонсека
- 1675–1677	Карлос де Гуреа, херцог на Вилахермоза
- 1678–1682	Алесандро Фарнезе
- 1682–1685	Ото Хайнрих, маркиз на Карето
- 1685–1692	Фрай Антонио де Агурто, маркиз на Кастагна
- 1692–1706	Максимилиан II Емануел, курфюрст на Бавария
- 1706–1714	Завлядяна от бритите и Обединена Нидерландия

Чрез договор от Ращат 1714 г. Испанска Нидерландия преминава на австрийския Дом Хабсбург.

## Австрийска Нидерландия
- 1716–1724	Евгений Савойски, принц на Савоя; заместник и de facto управител: Ерколе Туринети де Прие, маркиз на де Прие
- 1724–1741	Маргарита Елизабет Австрийска, ерцхерцогиня на Австрия
- 1741–1744	Фридрих Август, граф на Харах-Рорау
- 1744–1780	Карл Александър, принц на Лотарингия
  - 1744–1744	Мария Анна, ерцхерцогиня на Австрия (сърегентка)
  - 1745–1748 Окупация от французите на маршал Мориц Саксонски
- 1780–1781	Георг Адам, княз на Щархемберг
- 1781–1793	Алберт Казимир, херцог на Саксония-Тешен
  - 1781–1793	Мария-Кристина, ерцхерцогиня на Австрия (сърегентка)
  - 1790 за малко „Република на Обединените белгийски държави“
- 1793–1794	Карл Лудвиг, ерцхерцог на Австрия